# Tenis stołowy na Letniej Uniwersjadzie 2011
Tenis stołowy na Letniej Uniwersjadzie 2011 został rozegrany w dniach 13 - 20 sierpnia 2011. Do rozdania było 7 kompletów medali. Areną zmagań zawodników i zawodniczek była The Gymnasium of Shenzhen Bay Sports Center.

## Tabela medalowa
| Klasyfikacja medalowa |                  |       |        |      |       |
| Pozycja               | Państwo          | Złoto | Srebro | Brąz | Razem |
| 1                     | Chiny            | 7     | 3      | 4    | 14    |
| 2                     | Japonia          | 0     | 3      | 2    | 5     |
| 3                     | Chińskie Tajpej  | 0     | 1      | 3    | 4     |
| 4                     | Korea Południowa | 0     | 0      | 2    | 2     |
| 5                     | Czechy           | 0     | 0      | 1    | 1     |
| 5                     | Francja          | 0     | 0      | 1    | 1     |
| 5                     | Rumunia          | 0     | 0      | 1    | 1     |
| Razem                 | Razem            | 7     | 7      | 14   | 28    |

## Medaliści
| Konkurencja:   | Złoto:                                                        | Srebro:                                                                            | Brąz: |  |  |  |
| Mężczyźni      |                                                               |                                                                                    | |  |  |  |
| Gra pojedyncza | Xu Xin                                                        | Yan An                                                                             | Fang Bo Kenji Matsudaira |  |  |  |
| Gra podwójna   | Chiny · Xu Xin · Yan An                                       | Chińskie Tajpej · Wang Yi-tse · Chen Chien-an                                      | Chiny · Shang Kun · Fang Bo · Japonia · Jin Ueda · Kenji Matsudaira                                                                                              |  |  |  |
| Drużynowo      | Chiny Fang Bo Hu Bingtao Shang Kun Xu Xin Yan An              | Japonia Ryusuke Karube Hiromitsu Kasahara Kenji Matsudaira Kentaro Miuchi Jin Ueda | Chińskie Tajpej Chen Chien-an Fu En-ti Huang Sheng-sheng Shen Chi-min Wang Yi-tse Francja Thomas Le Breton Emmanuel Lebesson Adrien Mattenet Abdel-Kader Salifou |  |  |  |
| Kobiety        |                                                               |                                                                                    | |  |  |  |
| Gra pojedyncza | Rao Jingwen                                                   | Fan Ying                                                                           | Ma Yuefei Xiong Xinyun |  |  |  |
| Gra podwójna   | Chiny · Ma Yuefei · Rao Jingwen                               | Chiny · Xiong Xinyun · Tang Liying                                                 | Czechy · Iveta Vacenovska · Dana Hadacova · Korea Południowa · Jee Min-hyung · Moon Mi-ra                                                                        |  |  |  |
| Drużynowo      | Chiny Fan Ying Ma Yuefei Rao Jingwen Tang Liying Xiong Xinyun | Japonia Yuko Fujii Yuka Ishigaki Marina Matsuzawa Shiho Ono Yuri Yamanashi         | Rumunia Ioana Ghemes Elizabeta Samara Anamaria Sebe Chińskie Tajpej Chen Szu-yu Cheng I-ching Huang Yi-hua Lee I-chen Liu Hsing-yin                              |  |  |  |
|                |                                                               |                                                                                    | |  |  |  |
| Gra mieszana   | Chiny Shang Kun Rao Jingwen                                   | Japonia Kentaro Miuchi Yuka Ishigaki                                               | Korea Południowa Lee Jae-hun Kim So-ri Chińskie Tajpej Huang Sheng-sheng Huang Yi-hua                                                                            |  |  |  |